# 肯特 (俄亥俄州)
肯特（英語：Kent）是位于美国俄亥俄州波蒂奇县的城市。根据美国人口调查局2000年统计，共有27,906人，其中白人占86.07%、非裔美国人占9.11%、亚裔美国人占2.15%、美国原住民占0.19%、太平洋岛民占0.03%。
肯特州立大学主校区就位于肯特。